# Ruperto Chapi
Ruperto Chapi (født 27. marts 1851 i Villena, død 25. marts 1909 i Madrid, Spanien) var en spansk komponist, trompetist og dirigent.
Chapi studerede komposition på Musikkonservatoriet i Madrid. Han dirigerede og spillede som trompetist i forskellige symfoniorkestre. Chapi har skrevet en symfoni, orkesterværker, kammermusik, korværker, Zarzuellas, operaer, oratorier etc. Han var en af sin tids mest populære komponister, og hans værker bliver stadig opført ved koncerter i Spanien.

## Udvalgte værker
- Symfoni (i D-mol) (1899) - for orkester
- Morisca fantasi (1873-1879) - for orkester
- Opstanden (1897) - Zarzuella - for orkester